# Microparasellus libanicus
Microparasellus libanicus is een pissebed uit de familie Microparasellidae. De wetenschappelijke naam van de soort is voor het eerst geldig gepubliceerd in 1954 door Chappuis & Delamare.